# 龍耳
22°20′15.6″N 114°10′02.9″E / 22.337667°N 114.167472°E
龍耳（英語：Silence），成立於2008年的香港慈善機構，致力於協助聾人及弱聽人士融入社會。它通過舉辦聚會、提供手語培訓等活動，促進健聽人士與聾人之間的相互理解。其目標是使聾人及弱聽人士能夠更容易融入主流社會，獲得發揮潛能、自我實現和平等發展的機會。
龍耳是香港公益金、香港社會服務聯會、世界聾人聯合會等組織的成員，也是惠施網認可的慈善機構。
2019年，龍耳與活蘭印度素食餐廳合作，舉辦一系列慈善午餐和晚宴，同時進行網上捐款和設置捐款箱等活動。這些活動得到聯合國教科文組織名譽秘書長的支持，並被列為聯合國可持續發展目標中的一項世界紀錄。這些活動旨在實現聯合國可持續發展「目標10：減少不平等」。

## 機構現況
龍耳通過舉辦手語班、手語歌小組表演和聾人文化講座等，推廣手語的使用和聾人文化的理解。此外，他們還與私人公司和學校合作，共同推動手語的使用。龍耳還通過多種方式協助聾人和弱聽人士就業，包括轉介工作機會和協助聾人設計師承接設計工作等。。
龍耳曾與勞工及福利局局長張建宗會面，討論聾人在就業方面面臨的困難，並向政府提供意見。龍耳還舉辦手語翻譯義工訓練課程、聾人節以及與社企合作開設餐館等
，為會員提供就業支援和培訓。
此外，龍耳也致力於為聾人群體爭取權益。他們推動火警閃燈、閃燈門鐘、992 (緊急短訊求助)、HKSOS等措施。此外，他們還協助宣傳與聾人群體相關的書籍，例如《看不見的說話》、《我的聾人朋友》、《細聽我心聲》等。同時也倡導使用透明口罩以方便與聾人溝通。

## 代表人物
- 創辦人及總幹事︰邵日贊
- 諮詢委員會成員︰李國聲

## 歷史

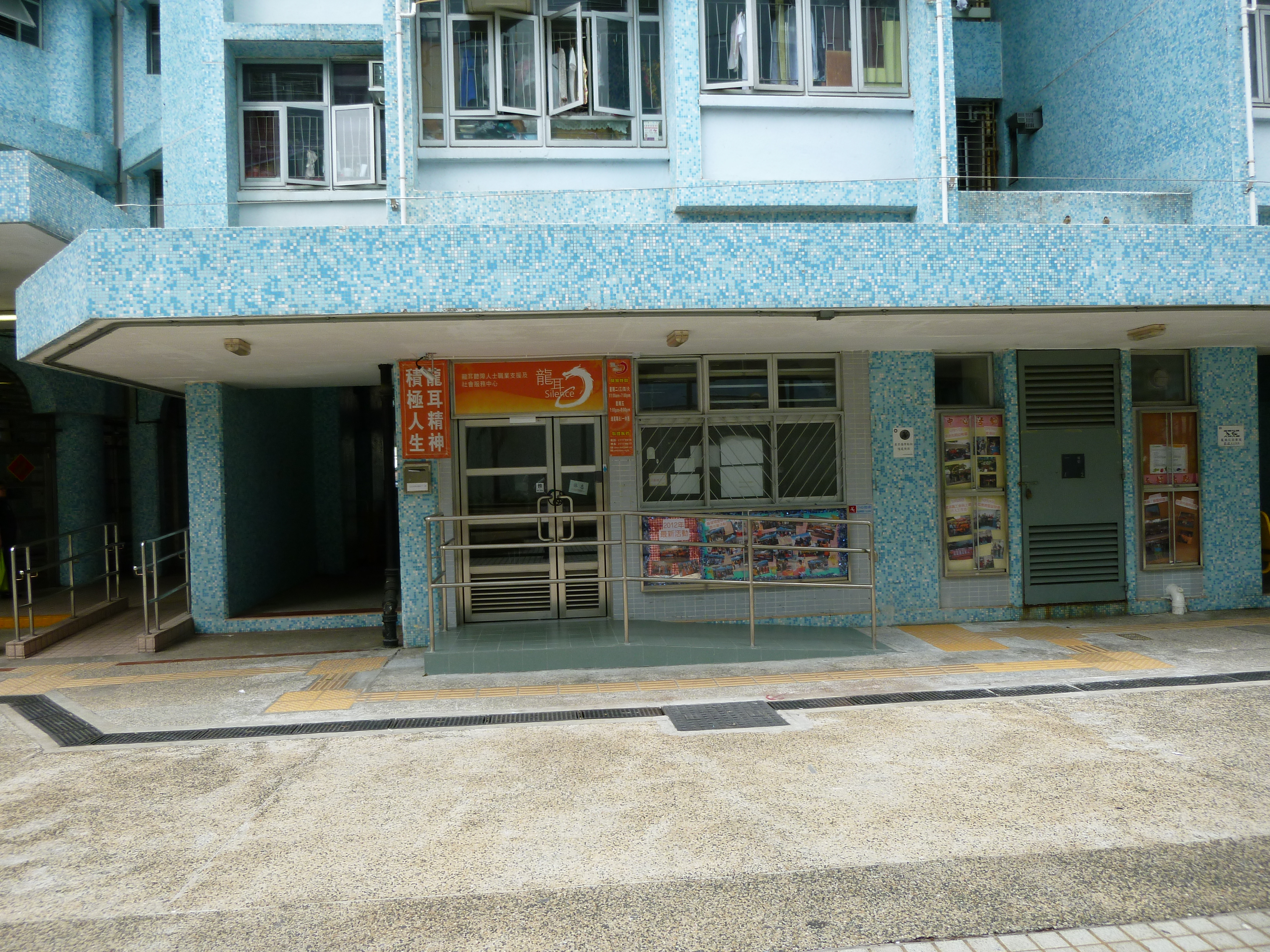
龍耳（白田）聾人及弱聽綜合服務中心

在成立初期，該機構並沒有固定的辦公地點，這導致活動經常面臨場地租借困難，難以順利進行。為解決這個問題，該機構於2010年向房屋署申請設立一個正式的辦公場所。最終，在2011年，他們在石硤尾白田邨設立聽障人士職業支援及社會服務中心（後更名為「龍耳（白田）聾人及弱聽綜合服務中心」），並開始為會員提供支援服務。這個辦公場所的設立為機構提供一個穩定和適合的環境，以便更好地履行他們對聾人的支援使命。

### 龍耳電視
2014年，香港手語網上電視頻道龍耳電視成立。該頻道致力於透過網上平台向服務對象提供時事和生活資訊。龍耳電視的目標是為香港手語使用者提供一個方便的媒體平台，讓他們可以通過網絡獲取到最新的新聞、資訊和娛樂內容。該頻道的成立為手語使用者提供一個新的資訊來源，並為他們提供更多的交流和參與社會的機會。

### 支援服務
該機構致力於為會員提供就業轉介、講座及輔導等服務，以協助他們更好地融入社會。

#### 手語翻譯
目前為無綫電視新聞節目「手語新聞報道」、HOY TV的「手語新聞報道」及ViuTV的「6點新聞報道」提供即時手語傳譯，而手語傳譯員分別為黃惠蘭、馬芬燕、黎敏聰、凌家慧、鍾樂妍及胡凱欣。
- 在「2012年香港特別行政區行政長官選舉電視辯論」及「2017年行政長官選舉辯論」派出手語翻譯員，提供即時手語傳譯[8]。此外，機構在前亞洲電視節目「感動香港」、香港電台電視節目「早辰。早晨」及「2019年香港區議會選舉」進行即時手語傳譯。

- 在2014年世界盃足球賽期間，該機構與奧海城合作推出「手語旁述世界盃」，旨在讓聾人和弱聽人士透過手語瞭解直播賽事的即時資訊，例如戰術運用和場內外突發事件等[9][10]。

- 在2017年，該機構推出手機應用程式「龍耳手譯寶」，提供即時視像翻譯服務。

#### 法律支援
為聾人會員及家屬提供義務法律支援，包括聾女美華事件、羅鎮傑案、張中傑案及醫院管理局缺乏提供手語翻譯事件等，以確保他們能夠獲得公平對待和平等的法律保護。這項支援的目的是為解決與聾人社群相關的法律問題，並提供合適的法律建議和援助，以確保他們的權益得到尊重和保護。這些案件的重要性在於提高對於聾人權益的關注，並推動相關機構和組織提供更好的無障礙服務，以確保所有人都能夠平等地參與社會生活和享受基本權益。

#### 就業輔導
提供各種培訓課程，如美甲、圖書館、花藝和咖啡沖調等，旨在為聾人和弱聽人士提供就業支援。致力於協助他們找到工作機會並提供相應的支援服務。在入職導向活動中，提供手語翻譯，以確保聾人和弱聽人士能夠順利參與並理解活動內容。此外，還開辦手語班，為僱員提供學習手語的機會。迪士尼伴你同行計劃是龍耳提供的其中一項支援服務，旨在為聾人會員提供相應的支持和協助。

#### 家庭支援
為聾童的家長提供支援服務，旨在加強他們家庭的凝聚力，促進親子關係。推出《快快樂樂做父母》手語育嬰指南，教導聾童的家長如何照顧初生孩子。此指南旨在提供有關育兒的實用資訊和指導，以幫助家長更好地照顧他們的聾童。還舉辦親子講座、工作坊、社交活動和康樂活動，旨在為家長和聾童提供交流和學習的機會。這些活動的目的是鼓勵家長之間的互動，並提供相互支持和分享經驗的平台。龍耳還定期進行家訪，以了解家庭的需求和提供個別化的支援。

### 籌款
這個機構通過接受個人或團體的捐款或捐贈物品，以及與私人公司合作舉辦籌款活動等方式來籌集資金。它公開提供核數報告、籌款目標和受益對象等資訊，所以被評為值得捐助的香港慈善團體之一。

#### 收集物品捐贈
2011年，獲香港貿易發展局支持，在一些大型展覽活動完畢前，收集由展商捐出的展品，透過他們的義工交給該機構。而機構會在籌款活動中進行義賣。

#### 舉辦活動
- 2011年，信和集團在旗下香港黃金海岸酒店舉行「復活節Cupcake帽子巡禮」活動，展示由香港藝術家設計的Cupcake，並於集團旗下之皇家太平洋酒店、香港黃金海岸酒店、港島太平洋酒店及城市花園酒店製作愛心Cupcake作義賣籌款[17][18]。

- 2012年，特許公認會計師公會香港分會（ACCA）舉辦慈善同樂日的活動[19]，大會以「ACCA慈善同樂日十五週年．和諧社會．以愛互通」為主題。機構協助設立攤位遊戲，慈善同樂日亦舉行人力車慈善籌款比賽，比賽籌得的部份善款，會捐助所推行之社會服務項目[20]。

- 2012年，信和集團支持下，在屯門市廣場舉行「無聲有星顯才華」T恤義賣活動[21][22]，草蜢組合蘇志威、蔡一智、蔡一傑、亞洲小姐張家瑩、顏子菲及林紫君出席活動，穿著慈善T恤行貓步，草蜢為自己設計的T恤簽名，為機構籌款[23]。

- 2015年，舉辦第一屆慈善步行籌款暨聾健同樂日，以籌募經費。藝人張智霖擔任手語大使，推廣手語及聾人文化[24][25]。

### 推廣活動及反響
該機構進行多項推廣活動，以消除社會與聼障人士之間的隔閡，促進聾人及弱聽人士就業。
- 2009年，舉辦電影《聽說》首映禮[26]。邀請香港明星足球隊隊員包括許志安及吳家樂與會員進行足球友誼賽[27][28]。勞工及福利局局長張建宗、藝人曾志偉、羅慧娟、立法會議員梁耀宗、正言匯社張超雄及田徑項目傷健運動員蘇樺偉等人致函支持活動[29][30]。電影《聽說》男女主角彭于晏及陳意涵到港宣傳期間，機構派手語導師教授他們簡單手語，拍攝十集《手語教室》片段[31]，於2009年每天早、午、晚時段，於亞洲電視平台上播放，亦舉辦手語課程[32]。

- 2010年，曾志偉和戚美珍透過[33][34]《香港影視明星體育協會慈善基金》參加民政事務總署推行的「伙伴倡自強」社區協作計劃[35]，在《社聯－滙豐社會企業商務中心》的支持下[36]，開設社會企業素食餐廳《樂農》。該餐廳透過機構聘請聾人及弱聽人士[37]，藉此鼓勵其他企業聘用聾人及弱聽人士，給予平等機會。

- 2011年，與突破機構合作拍攝短片[38]，以手語演繹一篇文章，以讓公眾認識手語。

- 2011年，在公民教育基金贊助下，培訓10位以手語作為母語的導師，為華員會、信和集團、入境處義工隊、領展、伊利沙伯醫院互勉會及深水埗警區等提供手語課程，以助他們掌握手語溝通技巧，能夠為聾人及弱聽人士服務。至今課程培訓超過100名前線工作人員，包括警察、病人互助組織、入境處人員、酒店員工及商場客戶服務員。2012年，課程學員出席「聾健關愛綜合嘉年華」向公眾推廣手語無障礙服務。活動目的是鼓勵商界為顧客提供手語服務，亦建議香港政府增撥資源支持手語教育，在政府部門提供手語翻譯服務，已建構無障礙社會[39]。

- ‪2015年，‬成立聾人粵劇團，培訓粵劇學員，以手語演繹《鳳閣恩仇未了情‬》。‪手語粵劇提供機會讓聾人登上舞臺，另外透過粵劇手語化，讓聾人得以欣賞和接觸中國傳統文化。聾人粵劇團把粵劇故事翻譯成為手語，以及出版光碟，以推動手語粵劇及聾健共融[40][41]。

- 機構申請香港電台社區參與廣播服務試驗計劃獲批資助，製作合共13集《聆聽無聲世界》電台節目，2016年在香港電台數碼31台播放。

- 2023年，與香港警務處的新界北總區防罪聯盟合作推廣手機應用程式HKSOS，保障聾人的生命安全。

#### 生命教育
- 2010年在香港中文大學《李菁聾健共融基金》資助，和《國際獅子總會中國港澳303區青年獅子區會》支持下，舉辦《細聽我心聲》的徵文比賽。比賽目的是讓聾人及弱聽學生及在職人士藉著自身經歷，表達心聲，以推廣融合教育的理念。出版《細聽我心聲》，是香港第一本聾人及弱聽人士撰寫關於他們求學及家長陪伴聾人子女的心路歷程之書刊[42]。此書引起社會上的迴響，獲《家庭與學校合作事宜委員會》上載至其網頁[43]。

- 2011年，機構與《國際獅子總會中國港澳303區青年獅子區會》再度合作，舉辦《聲空奇遇》徵文比賽，希望宣揚共融訊息，透過文字讓公衆了解聾人及弱聽人士的心聲。

- 2013年，製作《用心聽 聾健共融》通識教材套，透過結合聾人及弱聽人士生活經驗、社會機構的服務經驗及社會諸事百態以梳理出聾人及弱聽社群生活上所面對的種種問題，並透過資料的整理，讓學生能夠從中了解社群的特徵及生活文化，培養學生的公民視野[44]。

## 外部連結
- 龍耳官方網頁（页面存档备份，存于）
- 龍耳Facebook專頁 （页面存档备份，存于）
- 龍耳Instagram專頁
- 龍耳YouTube官方頻道 （页面存档备份，存于）